# نادي الشباب (العراق)
نادي الشباب الرياضي هو أحد أندية كرة القدم في العراق، أسس عام 1951 في مدينة بغداد. وأشهر لاعبيه فلاح حسن وباسل كوركيس وايشو يوحنا وكريم هادي وكريم كامل وكريم محسن ورحيم محسن وعبد الإله عبد الواحد ووعد عبد الوهاب. أما أشهر لاعبي فئة الشباب في النادي فهو عبد الزهرة عبد السادة صباح.

## إنجازاته
بطل بطولة عمان الخضراء
بطل بطولة بنكلور الهندية
وصيف كاس العراق 1986-1987_1988
```
دورة الوحدات العربية الثالثة 1985
```

من أشهر لاعبين الثمانينات عامرعبدالوهاب_غانم عريبي_إسماعيل محمد_باسل كوركيس حنه_حسن كمال_علي خضير_هاشم رضاخميس_عادل عبد العزيز_قاسم مطشر_علي عبد العزيز.................والمدرب المرعب (انورجسام)والحارس المشهور (ثامرأحمد)القط الأسود *والسيد صباح ميرزا محمود من أهم رؤساء النادي والذي حقق في عصره الذهبي عدة انجازات وأطول صمود في المراكزالاولى لعقود من الزمن حيث كانت تلقب بالشياطين الحمر*